# Sarsawan
Sarsawan é uma cidade  no distrito de Saharanpur, no estado indiano de Uttar Pradesh.

## Demografia
Segundo o censo de 2001, Sarsawan tinha uma população de 16,816 habitantes. Os indivíduos do sexo masculino constituem 54% da população e os do sexo feminino 46%. Sarsawan tem uma taxa de literacia de 64%, superior à média nacional de 59.5%: a literacia no sexo masculino é de 69% e no sexo feminino é de 57%. Em Sarsawan, 16% da população está abaixo dos 6 anos de idade.